# Amália Rodrigues
Amália da Piedade Rebordão Rodrigues (Lissabon, 23 juli 1920 – aldaar, 6 oktober 1999) was een Portugese fadozangeres.
Ze wordt algemeen beschouwd als de belangrijkste en meest invloedrijke fadozangeres in de geschiedenis. Ook zangtechnisch was zij zeer sterk en veel recente fadoartiesten beseffen dat het moeilijk is om Amália's perfectie te benaderen. In de jaren vijftig begon ze internationaal door te breken. De luisteraars werden vooral gegrepen door de angstaanjagende intensiteit van haar voordracht én haar presence waarmee ze, zoals ook Édith Piaf en Billie Holiday, gevoelens wist los te maken.

## Biografie
Amália Rodrigues werd volgens haar paspoort op 23 juli 1920 geboren in Lissabon. Later bleek echter dat het kind eigenlijk al in 1915 geboren werd in Fundão, maar omdat de familie de registratieakte niet kon betalen, werd haar geboorte pas in 1920 bij de burgerlijke stand in Lissabon aangegeven. 
Vervolgens voldoet ze aan het klassieke verhaal van het arme volksmeisje, het fruitventstertje, dat voor een paar stuivers zingt in de kroegen aan de haven, wordt ontdekt en uitgroeit tot een wereldster. Ze groeide op in bittere armoede. Reeds als jong meisje moest ze werken. Ze verkocht bloemen op straat en deed de was voor mensen uit de chique buurten van de stad.
Amália begon te zingen op straat. In juli 1939 trad ze voor het eerst officieel op. Haar pessimistische aard sluit zeer goed aan bij de melancholie van de fado. Rodrigues wordt gezien als de verpersoonlijking van de Portugese volksaard.
Amália stond bekend als de 'koningin van de fado'. Zij was van grote invloed op de bekendheid die fado elders in de wereld kreeg. Al snel werd ze Portugals favoriete exportproduct op cultuurgebied. Ze vierde triomfen in Spanje, Brazilië, de Verenigde Staten en Latijns-Amerika. Een van haar bekendste liederen is Uma casa Portuguesa. Ook zong ze filmmuziek in, zoals voor Os amantes do Tejo, de Portugese vertaling van de Franse film Les amants du Tage (1955), waaruit bijvoorbeeld de klassieker Canção do mar / Solidão voort is gekomen. Een ander bekend lied van Rodrigues is het vaak gecoverde Coimbra (1950).
In de jaren zestig en zeventig verrichtte ze haar grootste artistieke daden. Ze begon samen te werken met de beste dichters en componisten van haar land. Amália wekte ook de oudere Portugese poëzie tot leven, door van vrijwel alle grote dichters, zoals Camões, teksten te zingen.
Na 1974, na de Anjerrevolutie, kwam ze onder vuur te liggen wegens vermeende banden met het regime van Salazar. Geleidelijk wist ze deze beschuldigingen achter zich te laten. Ze trad op tot ze in de zeventig was en gedwongen door hartproblemen moest stoppen. Eind jaren tachtig trok ze zich terug.
Ze overleed thuis in haar huis aan de Rua de São Bento in Lissabon. Het huis is nu een museum. Bij haar dood werden drie dagen van nationale rouw afgekondigd. Haar stoffelijke overblijfselen zijn bijgezet in het Panteão Nacional (Nationale Pantheon) te Lissabon.

## Discografie

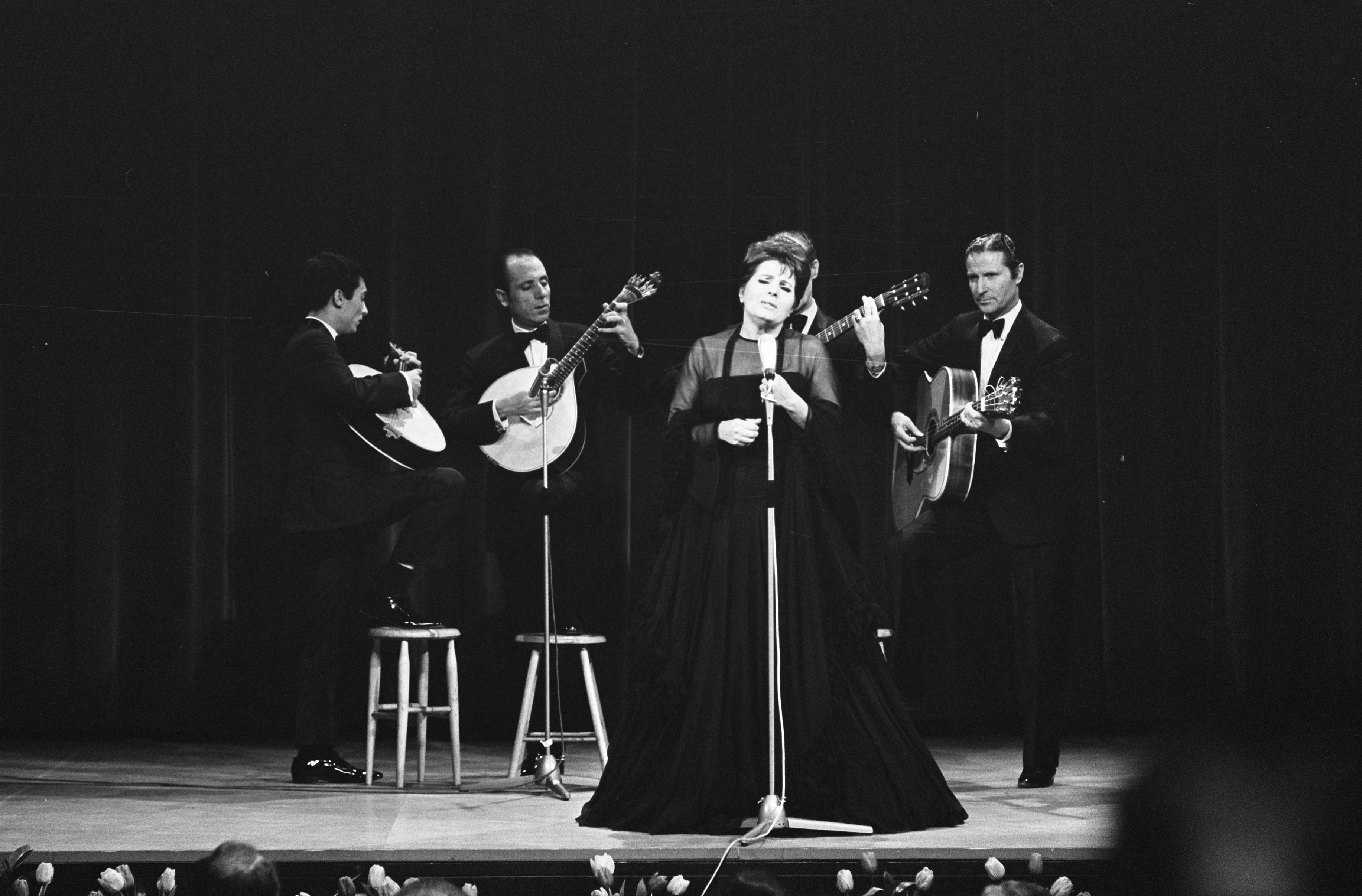
Amália Rodrigues
(Grand Gala du Disque 1969)

| Titel                                          | Jaar    |
| ---------------------------------------------- | ------- |
| Perseguição                                    | 1945    |
| Tendinha                                       | 1945    |
| Fado do Ciúme                                  | 1945    |
| Ai Mouraria                                    | 1945    |
| Maria da Cruz                                  | 1945    |
| Ai Mouraria                                    | 1951/52 |
| Sabe-se Lá                                     | 1951/52 |
| Novo Fado da Severa                            | 1953    |
| Uma Casa Portuguesa                            | 1953    |
| Primavera                                      | 1954    |
| Tudo Isto é Fado                               | 1955    |
| Foi Deus                                       | 1956    |
| Amália no Olympia                              | 1957    |
| Povo que Lavas no Rio                          | 1963    |
| Estranha Forma de Vida                         | 1964    |
| Fado Português                                 | 1965    |
| Amália Canta Luís de Camões                    | 1965    |
| Formiga Bossa Nossa                            | 1969    |
| Amália e Vinicius                              | 1970    |
| Com que Voz                                    | 1970    |
| Oiça Lá ó Senhor Vinho                         | 1971    |
| Amália no Japão                                | 1971    |
| Cheira a Lisboa                                | 1972    |
| Amália no Canecão                              | 1976    |
| Cantigas da Boa Gente                          | 1976    |
| Lágrima                                        | 1983    |
| Amália na Broadway                             | 1984    |
| O Melhor de Amália - Estranha Forma de Vida    | 1985    |
| O Melhor de Amália volume 2 - Tudo Isto é Fado | 1985    |
| Obsessão                                       | 1990    |
| Abbey Road 1952                                | 1992    |
| Segredo                                        | 1997    |

### Evergreen Top 1000
| Evergreen Top 1000 "Uma Casa Portuguesa" | Evergreen Top 1000 "Uma Casa Portuguesa" | Evergreen Top 1000 "Uma Casa Portuguesa" | Evergreen Top 1000 "Uma Casa Portuguesa" | Evergreen Top 1000 "Uma Casa Portuguesa" | Evergreen Top 1000 "Uma Casa Portuguesa" | Evergreen Top 1000 "Uma Casa Portuguesa" | Evergreen Top 1000 "Uma Casa Portuguesa" | Evergreen Top 1000 "Uma Casa Portuguesa" | Evergreen Top 1000 "Uma Casa Portuguesa" | Evergreen Top 1000 "Uma Casa Portuguesa" |
| Jaar                                     | 2008                                     | 2009                                     | 2010                                     | 2011                                     | 2012                                     | 2013                                     | 2014                                     | 2015                                     | 2016                                     | 2017                                     |
| ---------------------------------------- | ---------------------------------------- | ---------------------------------------- | ---------------------------------------- | ---------------------------------------- | ---------------------------------------- | ---------------------------------------- | ---------------------------------------- | ---------------------------------------- | ---------------------------------------- | ---------------------------------------- |
| Positie                                  | 25                                       | 23                                       | 63                                       | 73                                       | 69                                       | 204                                      | 334                                      | 396                                      | 463                                      | 517                                      |

### NPO Radio 2 Top 2000
| Nummer met noteringen in de NPO Radio 2 Top 2000 | '99 | '00 | '01 | '02 | '03 | '04 | '05 | '06  | '07 | '08 | '09 | '10  | '11  |
| ------------------------------------------------ | --- | --- | --- | --- | --- | --- | --- | ---- | --- | --- | --- | ---- | ---- |
| Uma Casa Portuguesa                              | 621 | 844 | 805 | 929 | 704 | 663 | 260 | 1093 | 728 | 652 | -   | 1806 | 1953 |

1. ↑  Een '-' betekent dat het nummer niet was genoteerd en een vetgedrukt getal geeft de hoogste notering aan.
2. ↑  Deze tabel is bijgewerkt tot en met de laatste editie (2024).